# Ubocz (Góry Grybowskie)
Ubocz (819,2 m n.p.m.) – zalesiony szczyt w zachodniej części Beskidu Niskiego, w Górach Grybowskich. Jest jednym z najważniejszych wzniesień w paśmie Koziego Żebra i Czerszli. Administracyjnie leży tuż przy granicy gmin Grybów oraz Łabowa.

## Topografia
Ubocz znajduje się w paśmie Koziego Żebra i Czerszli, zwanym niekiedy Pasmem Czerszli i Ubocza, pomiędzy Kopcem (870,5 m n.p.m.), Działem (842 lub 861 m n.p.m.) oraz Czerteżem (788,8 m n.p.m.) i Działem (Dziłem, 692,2 m n.p.m.). Uznawany jest za jeden z istotnych szczytów Gór Grybowskich.
Przez grzbiet Ubocza przebiega granica między gminami Grybów i Łabowa w powiecie nowosądeckim. Sam szczyt administracyjne znajduje się w gminie Łabowa. U podnóża góry leżą miejscowości Binczarowa, Florynka oraz Kamianna.
Według map topograficznych Ubocz przyjmuje formę lokalnego zwornika. W kierunku zachodnim stoki Ubocza prowadzą łagodnie do bezimiennej przełęczy oddzielającej go od Kopca. Na wschodzie natomiast grzbiet prowadzi do głębokiej przełęczy oddzielającej Ubocz od Działu. Od przełęczy tej zbocza opadają też w dolinę jednego z dopływów Szklarki. W ten sposób zamyka się na wschodzie część pasma Koziego Żebra i Czerszli.
Na północy stoki Ubocza opadają dość stromo w doliny kilku potoków, w tym Pasieki. Ponadto od szczytu odchodzą tam wąskie ramiona, z których największe zwieńczone jest kulminacją Gołej Góry (703 m n.p.m.). Z kolei na południu zbocza obrywają się gwałtownie w głęboką doliny Kamiannej. Co więcej, w kierunku południowym od Ubocza odchodzą dwa grzbiety. Jeden na południowym wschodzie, z przełęczą Kozie Rebro (Kozie Żebro, 739,8 m n.p.m.) i szczytem Czerteże (788,8 m n.p.m.); jest on przedłużeniem całego pasma Koziego Żebra i Czerszli. Drugi – na południowym zachodzie, de facto stanowi rozszerzenie kulminacji Kopca i odchodzi na południe nieco powyżej przełęczy między Uboczem i Kopcem; istnieje w nim kolejna nienazwana przełęcz, po czym dalej, w jego ramach, wznosi się wyraźny szczyt Działu (861 m n.p.m.).
Góra mierzy 819,2 m n.p.m. wysokości; w niektórych źródłach pojawia się również wartość 820 m n.p.m. Jest zalesiona, jej zbocza porastają bory świerkowe.

## Turystyka
Na Ubocz prowadzi oznakowany żółty szlak turystyczny. W terenie istnieją również nieoznaczone ścieżki prowadzące na szczyt, ponadto na jego zachodnich stokach krzyżują się szlaki żółty i niebieski (z Nowego Sącza i Krynicy-Zdroju).

### Szlaki turystyczne
Opracowano na podstawie materiałów źródłowych:
- Nowy Sącz Jamnica – Kozie Żebro (888 m n.p.m.) – Czerszla (877 m n.p.m.) – Ubocz (819,2 m n.p.m.) – Florynka – Wawrzka (– Ropa – Gorlice); szlak swój początek bierze w dzielnicy Nowego Sącza, Jamnicy, po czym prowadzi grzbietem pasma Koziego Żebra i Czerszli. W pobliżu miejscowości Florynka opuszcza ten łańcuch i biegnie do Wawrzki oraz Ropy. Następnie przebiega przez Bartnią Górę i przełęcz Zdżar, zmierzając do Gorlic.